# Laishi megye
Laishi egy megye Argentína északi részén, Formosa tartományban. Székhelye San Francisco de Laishi.

## Népesség
A megye népessége a közelmúltban a következőképpen változott:
| Év   | Lakosság |
| ---- | -------- |
| 2001 | 16 201   |
| 2010 | 17 063   |